# Pachiá (Nísyros)
Pachiá (grec moderne : Παχειά) est un îlot, ainsi qu'une localité, située dans le dème de Nísyros, dans le district régional de Kos, dans la périphérie d'Égée-Méridionale, en Grèce.
Selon le recensement de 2021, elle compte 0 habitants.